# Talpinaria
Talpinaria é um género botânico pertencente à família das orquídeas (Orchidaceae). Foi proposto por Karsten em Florae Columbiae terraumque adjacentium specimina selecta in peregrinatione duodecim annorum observata delineavit et descripsit 1: 153, em 1861, baseando sua descrição na Talpinaria bivalvis Karsten, a planta tipo do gênero. O nome vem do latim talpinus, cujo significado é toupeira, provavelmente uma referência ao formato do labelo da planta tipo, que lembra a cabeça deste animal.

## Distribuição
Este gênero é composto por apenas quatro espécies do norte da América do Sul, todas um tanto quanto diferentes entre si, agrupadas com certa dificuldade. Duas delas foram encontradas recentemente no estado de Roraima, durante uma expedição ao Monte Caburaí.

## Descrição
São espécies de longos ramicaules e folhas pecioladas. Sua inflorescência nasce de grande espata e apresenta flores que desabrocham em sucessão, permanecendo apenas uma aberta por vez. Suas flores possuem sépalas laterais concrescidas, pétalas compridas e agudas, e coluna longa com antera ventral. Todas as espécies apresentam labelos muito diferentes entre si porém sempre presos ao pé da coluna por interessantes estruturas.

## Taxonomia
Luer tratou este grupo como um subgênero de Pleurothallis em Monogr. Syst. Bot. Missouri Bot. Gard. 20: 96, em 1986, e Mark Chase et al. consideram que este, mesmo como subgênero, não deveria existir, mas sim ser considerado sinônimo de Pleurothallis, sob a pena de tornar Pleurothallis polifilético. Entretanto como a amior parte dos relacionamestos dentro desta subtribo ainda permanecem obscuros, por enquanto mantemos estas espécies em separado. Mais detalhes incluímos ao tratar de Pleurothallis.